# Marion Bauer

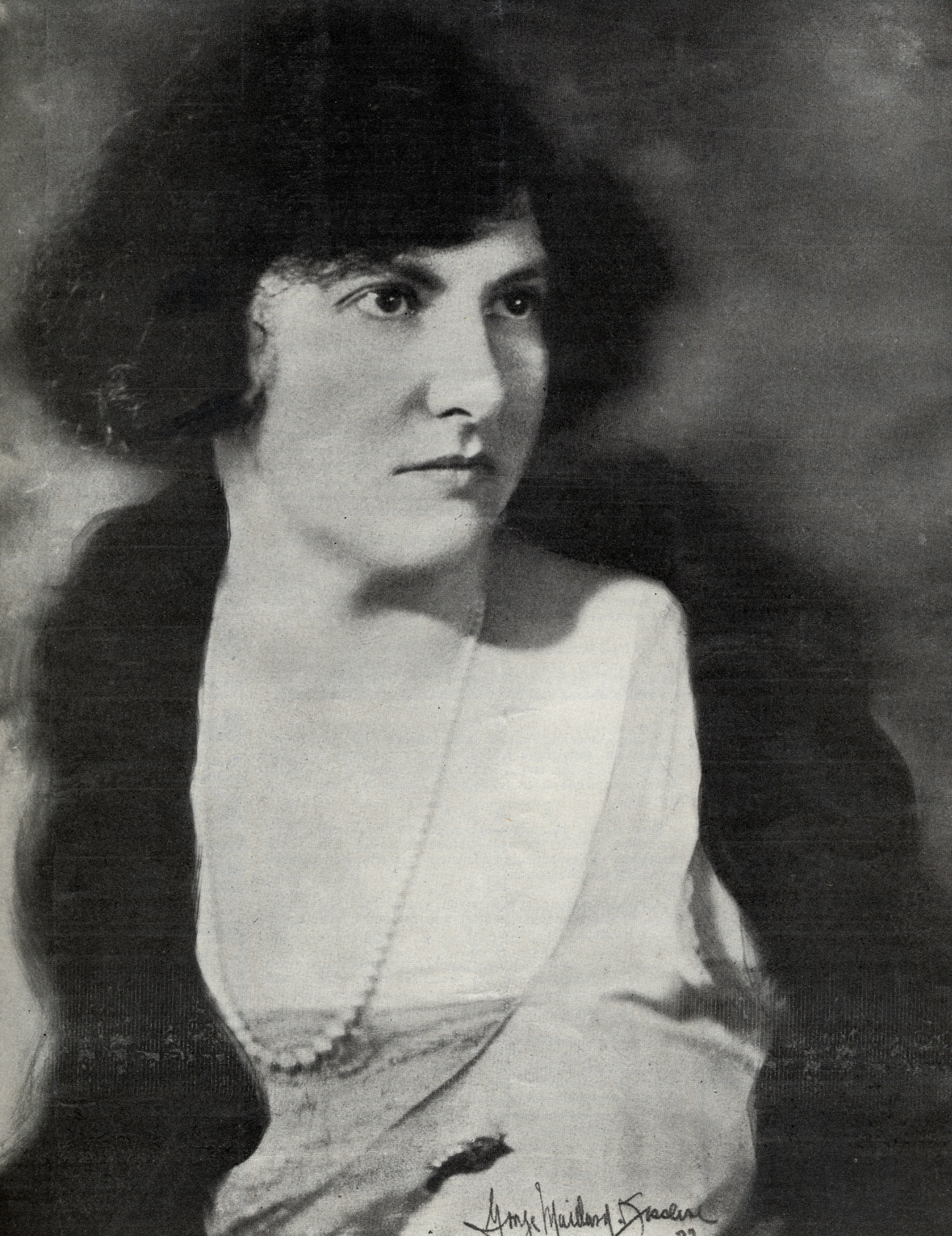
Marion Bauer (1922)

Marion Eugénie Bauer (* 15. August 1882 in Walla Walla, Washington; † 9. August 1955 in South Hadley, Massachusetts) war eine US-amerikanische Komponistin.

## Leben
Marion Bauer erhielt ihre erste Ausbildung bei ihrer älteren Schwester, der Pianistin Emilie Frances Bauer und studierte ab 1903 in New York bei Henry Holden Huss. In Frankreich war sie Schülerin von Stéphane Raoul Pugno, André Gedalge, Jean Paul Ertel und Nadia Boulanger. Nach ihrer Rückkehr in die USA unterrichtete sie von 1926 bis 1951 an der Universität New York und seit 1940 auch an der Juilliard School of Music. Zu ihrem Schülerkreis gehörte u. a. Milton Babbitt. Von 1919 bis 1944 besuchte sie zwölf Mal die Künstlerkolonie MacDowell Colony, wo sie viele ihrer Kompositionen schrieb und zudem Kontakt zu anderen bedeutenden Komponistinnen wie Amy Beach und Ruth Crawford hatte. Zu ihren wichtigsten Erfolgen als Komponistin zählte 1947 die Uraufführung ihres Orchesterwerks Sun Splendor mit den New Yorker Philharmonikern unter Leopold Stokowski.
Bauer komponierte neben Bühnen- und Filmmusiken ein Klavierkonzert, weitere Orchesterstücke, kammermusikalische Werke in unterschiedlicher Besetzung und Lieder. Daneben publizierte sie auch musiktheoretische Werke. Bauer war Gründungsmitglied der Musikervereinigungen American Music Guild, Society of American Women Composers, American Composers Alliance und American Music Center; daneben war sie Mitglied in der Society for the Publications of American Music und der League of Composers. Häufig war sie in diesen Organisationen die einzige Frau in einer Vorstandsfunktion.

## Werke
- Wenn ich rufe an dich, Herr, mein Gott, 1903
- Fair Daffodils, 1914
- Lay of the Four Winds, 1915
- From New Hampshire Woods, 1921
- Violinsonate Nr. 1, 1921/22
- Streichquartett Nr. 1, 1925
- Violinsonate Nr. 2, 1925
- A Fancy, 1927
- A Lament on an African Theme, 1927
- Fantasia quasi una Sonata, 1928
- Prometheus Bound, Bühnenmusik, 1930
- Here at High Morning, 1931
- Dance Sonata für Klavier, 1932
- Suite für Oboe und Klarinette, 1932
- Klaviersonate, 1933
- Sun Splendor, 1936, orchestriert 1946
- Pan and Syrinx, Filmmusik, 1937
- Five Greek Kyries, 1938
- The Thinker, 1938
- Sonatina für Oboe und Klavier, 1939
- Symphonische Suite, 1940
- American Youth, Klavierkonzert, 1943
- China, 1944
- At the New Year, 1947
- Symphonie, 1947–50
- Death Spreads his Gentle Wings, 1949
- A Foreigner Comes to Earth on Boston Common, 1951
- Meditation and Toccata für Orgel, 1951
- Summertime Suite, 1953

## Schriften
- Twentieth Century Music: How It Developed, How To Listen To It. Da Capo Press, New York 1933, ISBN 0-306-79503-5 (Reprint 1978).